# Empoascanara peregrina
Empoascanara peregrina är en insektsart som beskrevs av Irena Dworakowska 1980. Empoascanara peregrina ingår i släktet Empoascanara och familjen dvärgstritar. Inga underarter finns listade i Catalogue of Life.